# Contea di Charlton
La contea di Charlton (in inglese: Charlton County) è una contea dello Stato della Georgia, negli Stati Uniti. La popolazione al censimento del 2010 era di 7 831 abitanti. Il capoluogo di contea è Folkston.